# Tabanus submalayensis
Tabanus submalayensis är en tvåvingeart som beskrevs av Wang och Liu 1977. Tabanus submalayensis ingår i släktet Tabanus och familjen bromsar. Inga underarter finns listade i Catalogue of Life.